# Adrianna Jaroszewicz
Adrianna Jaroszewicz, również Adrianna Gruszka (ur. 9 stycznia 1975) – polska aktorka teatralna i filmowa.

## Życiorys
W 2000 roku ukończyła studia na Wydziale Aktorskim PWSFTViT w Łodzi.

## Filmografia
- 1999: Królowa aniołów − pielęgniarka
- 2000: Bajland − laborantka
- 2004: Talki z resztą − Edyta (odc. 4)
- 2004: Fala zbrodni − policjantka (odc. 21)
- 2005: Na dobre i na złe − Olga, pacjentka onkologii (odc. 233)
- 2006: U fryzjera − klientka (odc. 11)
- 2006: Magda M. − klientka Piotra (odc. 16)
- 2006−2007: Królowie śródmieścia − Ela
- 2006: Kochaj mnie, kochaj! − sekretarka Darka
- 2007: Sex FM − Antonina Cudny
- 2007−2009: Tylko miłość − sekretarka w szkole nauki jazdy
- 2008: Twarzą w twarz − lekarka Ala, koleżanka Doroty
- 2008−2010: M jak miłość − Helena Sawicka, sąsiadka Marty i Szymona
- 2008: Jak żyć? − pielęgniarka
- 2009: Moja nowa droga − pogodynka, kochanka Adama
- 2009: 39 i pół − pielęgniarka (odc. 38)
- 2010−2011: Szpilki na Giewoncie − Joanna, żona Bartka
- 2010: Różyczka
- 2010: Cisza
- 2010: Panoptykon
- 2010: Barwy szczęścia − Lidia Sliwińska, zona Olgierda (odc. 380)
- 2011: Układ warszawski − Lena Perska, współpracownica Kramera (odc. 2)
- 2014: Prawo Agaty − Urszula Milewska (odc. 60)
- 2014: Komisarz Alex − właścicielka psa (odc. 75)

## Teatr Telewizji
Wystąpiła w kilku spektaklach Teatru Telewizji, m.in. w spektaklu „Błękitny zamek” (1996r.) i „Swoja” (1998r.)